# 채정안
채정안(본명: 장정안, 1977년 10월 21일 ~ )은 대한민국의 가수이자 배우이다.

## 출연 작품

### 드라마
| 연도*             | 제목               | 역할          | 방송사    | 비고              |
| ----------------- | ------------------ | ------------- | --------- | ----------------- |
| 1996              | 남자셋 여자셋      | 채정안        | MBC       | 525부작           |
| 1997              | 달팽이             | 미선          | SBS       | 16부작            |
| 1997              | 여자               |               | SBS       | 53부작            |
| 1998              |                    |               |           |                   |
| 여자 대 여자      |                    | MBC           | 71부작    |                   |
| 킬리만자로의 표범 | 마리               | KBS2          | 8부작     |                   |
| 짝사랑            | 지영               | KBS2          | 16부작    |                   |
| 종이학            | 여옥               | KBS2          | 54부작    |                   |
| 2000              | 눈꽃               | KBS2          | 서지호    | 16부작            |
| 2001              | 미나               | KBS2          | 미나/수련 | 1인2역            |
| 2003              | 저 푸른 초원 위에  | KBS2          | 성순호    | 52부작            |
| 2003              | 나는 달린다        | 강희야        | MBC       | 16부작            |
| 2004              | 곰스크로 가는 기차 | 여자          | MBC       | MBC 베스트극장    |
| 2004              | 해신               | 설채령        | KBS2      | 51부작            |
| 2007              | 커피프린스 1호점   | 한유주        | MBC       | 17부작            |
| 2009              | 카인과 아벨        | 김서연        | SBS       | 20부작            |
| 2009              | 열혈 장사꾼        | 김재희        | KBS2      | 20부작            |
| 2010              | 역전의 여왕        | 백여진        | MBC       | 31부작            |
| 2013              | 남자가 사랑할 때   | 백성주        | MBC       | 20부작            |
| 2013              | 당신의 누아르      | 진이현        | KBS2      | KBS 드라마 스페셜 |
| 2013              | 총리와 나          | 서혜주        | KBS2      | 17부작            |
| 2014              | 개과천선           | 유정민        | MBC       | 16부작            |
| 2015              | 구여친클럽         | 백송이        | tvN       | 특별출연          |
| 2015              | 용팔이             | 이채영        | SBS       | 18부작            |
| 2016              | 딴따라             | 여민주        | SBS       | 18부작            |
| 2017              | 맨투맨             | 송미은        | JTBC      | 16부작            |
| 2018              | 슈츠               | 홍다함        | KBS2      | 16부작            |
| 2019              | 리갈 하이          | 민주경        | JTBC      | 16부작            |
| 2021              | 월간 집            | 여의주        | JTBC      | 16부작            |
| 2022              | 돼지의 왕          | 강진아        | 티빙      | 12부작            |
| 2023              | 패밀리             | 오천련 / 윈드 | tvN       | 12부작            |

*다년간 방송된 프로그램의 경우, 채정안이 출연한 연도 또는 출연하기 시작한 연도를 가리킨다.

### 영화
| 연도 | 제목                | 역할          | 비고     |
| ---- | ------------------- | ------------- | -------- |
| 1998 | 기막힌 사내들       | 전화하는 여인 | 특별출연 |
| 2003 | 런투유              | 경아          |          |
| 2005 | 엄마                | 은영          |          |
| 2008 | 순정만화            | 권하경        |          |
| 2014 | 아빠를 빌려드립니다 | 미연          |          |
| 2016 | 두 개의 연애        | 윤주          |          |

## 방송
- 《결정 인기가요 43》(1999년, KMTV) 게스트
- 《뮤직박스》 (2000년, iTV) MC
- 《가족오락관》 (2002년 1월 26일, KBS1)
- 《상상플러스》 (2005년,KBS2)
- 《투유 프로젝트 - 슈가맨을 찾아서》 (2015년, JTBC)
- 《썸남썸녀》 (2015, SBS)
- 《SNL 코리아 (시즌 6)》 (2015년 3월 21일, tvN)
- 《더 바디쇼 시즌 4》 (2016, 온 스타일)
- 《아는 형님》 (2017년 4월 22일, 2021년 6월 12일, JTBC)
- 《한끼줍쇼》 (2017년 11월 29일, JTBC)
- MBC 《손현주의 간이역》 (2021년)
- 《놀면 뭐하니?》 (2022년, MBC) WSG 워너비 오디션 참가자
- ENA 《명동사랑방》 (2023년) -공동진행
- tVN 《놀라운 토요일》 (2023년 4월 22일)
- 《빈집살래 3 - 수리수리 마을수리》 (2023년, MBC) -공동진행
- 《전지적 참견시점》 (2024년, MBC)
- 《현무카세》 (2024년, ENA)
- 《라디오스타》 (2024년, MBC)
- 《과몰입클럽 내멋대로》 (2025년, TV CHOSUN)

## 음반
| 정규 음반 - 1999년 1집 《무정》: 무정 - 2000년 2집 《편지》: 편지, Tess - 2001년 3집 《goddess... her fate》: Magic, 귀한 사랑 | 디지털 싱글 - 2008년 〈TV러브〉 |

## 수상 및 후보
| 연도 | 시상식                      | 부문                             | 작품             | 결과 | 출처  |
| ---- | --------------------------- | -------------------------------- | ---------------- | ---- | ----- |
| 1995 | 존슨즈 깨끗한 얼굴 선발대회 | 대상                             | 빈칸             | 수상 |       |
| 1999 | 제10회 서울가요대상         | 신인가수상                       | "무정"           | 수상 | [ 2 ] |
| 2007 | MBC 연기대상                | 여자 우수상                      | 커피프린스 1호점 | 후보 | [ 3 ] |
| 2010 | MBC 연기대상                | 연기자 부문 PD상                 | 역전의 여왕      | 수상 | [ 4 ] |
| 2015 | 제4회 에이판 스타 어워즈    | 여자 연기상                      | 용팔이           | 수상 |       |
| 2016 | SBS 연기대상                | 로맨틱코미디부문 여자 우수연기상 | 딴따라           | 후보 | [ 5 ] |
| 2018 | 제11회 코리아 드라마 어워즈 | 여자 우수연기상                  | 슈츠             | 수상 |       |